# Cesonium cribellum
Cesonium cribellum là một loài bọ cánh cứng trong họ Cerambycidae.